# Грязевые вулканы (заповедник)

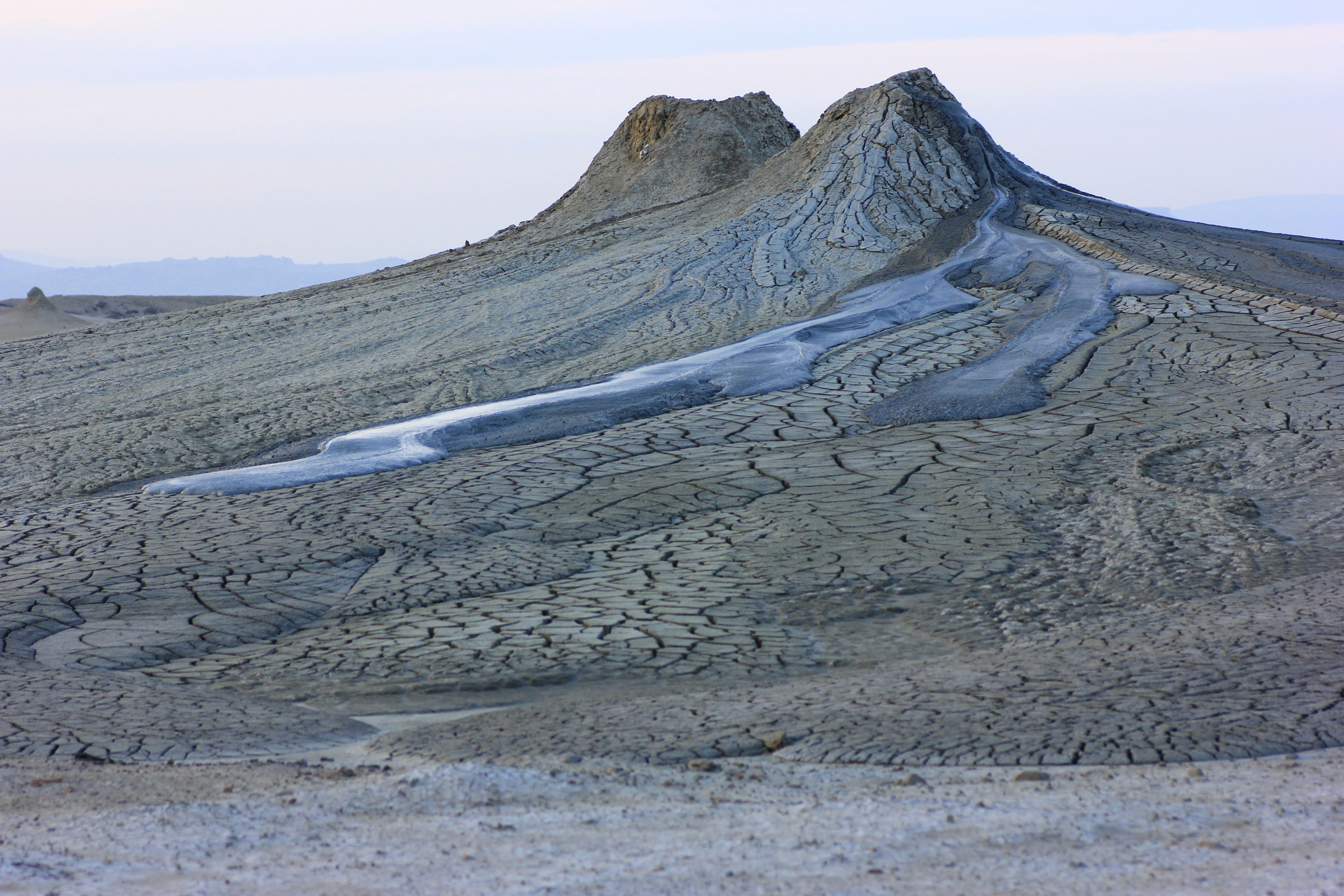
Вид на ландшафт долины Грязевых вулканов, 2016 г.

Государственный природный заповедник «Грязевые вулканы» или Группа грязевых вулканов Бакинского и Абшеронского государственного природного заповедника (азерб. Palçıq Vulkanları Dövlət Təbiət Qoruğu və ya tam adı ilə Bakı və Abşeron yarımadasının Palçıq vulkanları qrupu Dövlət Təbiət Qoruğu) — государственный заповедник расположен в городе Баку и Абшеронском районе Азербайджана. Площадь заповедника составляет 12 322,84 га и здесь охраняются 43 грязевых вулкана. Торагай, крупнейший в мире грязевой вулкан, также охраняется в этом заповеднике.

## История
Азербайджанская Республика — страна с наиболее распространенным грязевым вулканизмом. В настоящее время в стране зарегистрировано более 400 грязевых вулканов, а это означает, что половина грязевых вулканов мира находится в Азербайджане. Государственный природный заповедник грязевых вулканов был создан Указом Президента Азербайджанской Республики № 2315 от 15 августа 2007 года на территории части грязевых вулканов, расположенных на Бакинском и Абшеронском полуостровах. Согласно соответствующему Постановлению, основной целью создания Государственного природного заповедника является снижение антропогенного воздействия на грязевые вулканы, недопущение проведения интенсивных строительных работ на территории и строительство жилых домов в зонах возможного извержения вулканов. извергаться. После этого территория 43 грязевых вулканов на площади 12 322,84 га была объявлена заповедником Распоряжением № 294 Кабинета Министров Азербайджанской Республики от 29 сентября 2011 года.

## Деятельность
В основном в деятельности заповедника определены два приоритетных направления:
- Осуществлять охрану природных территорий с целью сохранения естественного состояния вулканического ландшафта, природных комплексов и объектов.
- Организовывать научные исследования и осуществлять экологический мониторинг.[1]

Сотрудники заповедника поддерживают естественное состояние вулканического ландшафта, регулярно проводя научные стационарные наблюдения на 43 грязевых вулканах, имеющих особый статус охраны, прогнозируя экологическую обстановку, подготавливая научные основы охраны природы, изучая динамику вулканических процессов, обеспечивая их охрану от вмешательство антропогенных воздействий.

## Грязевые вулканы включенные в заповедник
- Гюздекский Боздаг
- Айрантёкен
- Готурдаг
- Кирдаг
- Пильпиля Гарадагская
- Ахтарма Гарадаг
- Бяндован
- Агзыбир
- Отман-Боздаг
- Хере-Зиря
- Гарасу
- Зенбиль
- Гиль
- Чигиль
- Сенги-Муган
- Чапылмыш
- Гульбахт-Саринджа
- Шор булаг
- Кейраки
- Гырмаки
- Кирдаг
- Чейилдаг
- Пиракешкуль
- Шекиханская группа
- Агдамская группа
- Сулейманахтарма
- Малый Канизадаг
- Сарыдаш бояната
- Дурандаг
- Торагай
- Оюг
- Гарахура
- Агтирме